# Ghost Stories (Coldplay)
Ghost Stories is het zesde studioalbum van de Britse rockgroep Coldplay. Het album werd uitgebracht op 16 mei 2014 op het label Parlophone.

## Tracklist
Alle liedjes zijn geschreven en gecomponeerd door Guy Berryman, Jonny Buckland, Will Champion en Chris Martin. Aan A Sky Full of Stars heeft Tim Bergling ook bijgedragen.
Standaard editie
| Nr. | Titel                                  | Producer(s)                                       | Duur |
| --- | -------------------------------------- | ------------------------------------------------- | ---- |
| 1   | Always in My Head                      | Coldplay, Paul Epworth, Daniel Green, Rik Simpson | 3:36 |
| 2   | Magic                                  | Coldplay, Epworth, Green, Simpson                 | 4:45 |
| 3   | Ink                                    | Coldplay, Epworth, Green, Simpson                 | 3:48 |
| 4   | True Love                              | Coldplay, Epworth, Green, Simpson                 | 4:05 |
| 5   | Midnight                               | Coldplay, Epworth, Green, Simpson, Jon Hopkins    | 4:54 |
| 6   | Another's Arms                         | Coldplay, Epworth, Green, Simpson                 | 3:54 |
| 7   | Oceans                                 | Coldplay, Epworth, Green, Simpson                 | 5:21 |
| 8   | A Sky Full of Stars                    | Coldplay, Epworth, Green, Simpson, Tim Bergling   | 4:28 |
| 9   | O (Fly On - 0:00-3:54 / O - 6:18-7:47) | Coldplay, Epworth, Green, Simpson                 | 7:47 |

Japanse editie (bonus track)
| Nr. | Titel                        | Duur  |
| --- | ---------------------------- | ----- |
| 10  | Midnight (Jon Hopkins remix) | 10:05 |

Target deluxe edition
| Nr. | Titel            | Duur |
| --- | ---------------- | ---- |
| 10  | All Your Friends | 3:32 |
| 11  | Ghost Story      | 4:17 |
| 12  | O (Reprise)      | 1:37 |

## Singles van het album
| Single met eventuele hitnotering(en) in de Nederlandse Top 40 | Datum van verschijnen | Datum van binnenkomst | Hoogste positie | Aantal weken | Opmerkingen                               |
| ------------------------------------------------------------- | --------------------- | --------------------- | --------------- | ------------ | ----------------------------------------- |
| Magic                                                         | 03-03-2014            | 15-03-2014            | 2               | 25           | Nr. 2 in de Single Top 100 / Alarmschijf  |
| Midnight                                                      | 24-02-2014            | 03-05-2014            | tip16           | -            | Nr. 8 in de Single Top 100                |
| A Sky Full of Stars                                           | 2014                  | 17-05-2014            | 6               | 27           | Nr. 2 in Single Top 100 / Alarmschijf     |
| True Love                                                     | 04-08-2014            | 30-08-2014            | tip6            |              |                                           |
| Ink                                                           | 2014                  | 13-12-2014            | 29              | 5            | Nr. 68 in de Single top 100 / Alarmschijf |

| Single met hitnotering(en) in de Vlaamse Ultratop 50 | Datum van verschijnen | Datum van binnenkomst | Hoogste positie | Aantal weken | Opmerkingen                 |
| ---------------------------------------------------- | --------------------- | --------------------- | --------------- | ------------ | --------------------------- |
| Magic                                                | 03-03-2014            | 15-03-2014            | 5               | 18*          |                             |
| Midnight                                             | 24-02-2014            | 03-05-2014            | 8               | 4            |                             |
| A Sky Full of Stars                                  | 2014                  | 10-05-2014            | 2               | 29*          | Nr. 26 in de Radio 2 Top 30 |